# Dediazonierung
Unter Dediazonierung versteht man die Reduktion von Aryldiazoniumsalzen unter Ersatz der Diazonium-Funktion durch Wasserstoff. Als Reduktionsmittel wurden z. B. Phosphinsäure (H3PO2), Methanol, Dimethylformamid, 1,4-Dioxan, Tetrahydrofuran und 1,3-Dioxolan verwendet.
In Ethern als Lösungs- und Reduktionsmittel durchgeführt, heißt diese Reaktion Meerwein-Reduktion. Die gestrichelten Pfeile im folgenden Reaktionsschema stellen mögliche Startreaktionen dieser radikalisch verlaufenden Reaktion dar (Ary = Aryl-Rest):